# Odyssey 5
Odyssey 5 es una serie de ciencia ficción canadiense estrenada en 2002, en el canal Showtime en Estados Unidos y en el canal Space en Canadá. Fue cancelada en 2004 con tan solo una temporada.

## Sinopsis
La historia comienza con el transbordador espacial Odyssey, el siete de agosto de 2007. Cuatro astronautas, un científico y una reportera están en un vuelo de rutina cuando repentinamente ven como la Tierra se envuelve en llamas e implosiona. Uno de los astronautas muere y el resto se resigna a morir pero un ente llamado “El Buscador” los salva y les cuenta que otros cincuenta mundos han sido destruidos de la misma manera y que siempre llega demasiado tarde pero esta vez es la primera vez que ha encontrado supervivientes, así que puede mandar sus consciencias cinco años en el pasado para que eviten el desastre. 
Al comandante se le revela una palabra que tiene que ver con toda aquella posible destrucción, Leviatán.
Sus conciencias son enviadas a 2002 y pronto descubren a los villanos, una raza incorpórea de inteligencias artificiales que crean cuerpos sintéticos idénticos a los humanos para sustituirlos y estudiarlos. En la línea de tiempo original, esta raza era destruida por una agencia secreta del gobierno estadounidense, lo que incita a pensar que la destrucción de la Tierra es una venganza pero esta suposición no queda resuelta.
Paralelamente a su misión conjunta de impedir la destrucción de la Tierra, la tripulación tendrá que volver a vivir los últimos cinco años de sus vidas, enfrentándose a los mismos problemas personales e intentándolos solucionar de otra manera.

## Reparto
- Peter Weller como Chuck Taggart.
- Sebastian Roché como Kurt Mendel.
- Christopher Gorham como Neil Taggart.
- Tamara Marie Watson como Angela Perry.
- Leslie Silva como Sarah Forbes.